# Інцидент у монастирі Хонно
35°00′21″ пн. ш. 135°45′14″ сх. д. / 35.00583333° пн. ш. 135.75388889° сх. д.

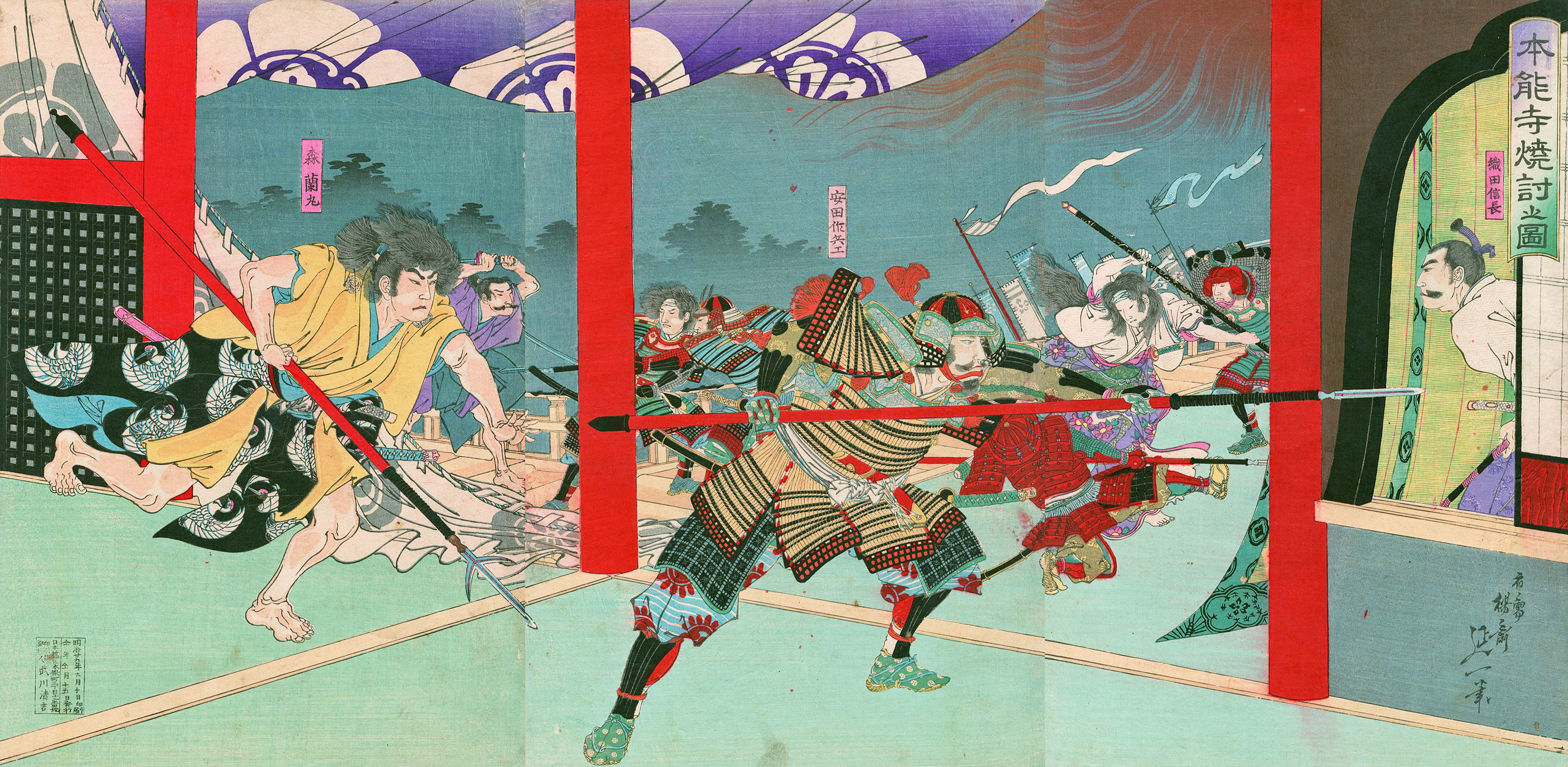
Спалення монастиря Хонно (Йосай Нобукадзу, бл. 1898)

Інциде́нт у монасти́рі Хонно́　(яп. 本能寺の変, ほんのうじのへん) — заколот у японській столиці Кіото 21 червня 1582 (Теншьо 10.6.2 за японським календарем).
В ході інциденту полководець Акечі Міцухіде зненацька напав із військом на свого господаря Оду Нобунаґу, об'єднувача Японії, що перебував у монастирі Хонно. Останній вчинив самогубство, не маючи достатніх сил для опору. Заколотники також здобули столичний Ніджьо, де захищався і загинув Ода Нобутада, син і спадкоємець Нобунаґи. В оборонних боях полягла низка провідних державних діячів та військовиків. Після інциденту Акечі захопив Кіото й околиці, намагаючись зайняти політичне місце господаря. Проте 2 липня в битві при Ямадзакі програв силам месників під проводом Тойотомі Хідейоші та Оди Нобутаки. Внаслідок інциденту Центральна й Західна Японія поступово опинилася під владою Хідейоші, наступника Нобунаґи, який продовжив об'єднання країни. Причини заколоту й мотивація Акечі достеменно невідомі. Сам інцидент вважається однією з найбільших загадок в японській історії.